# Guthred

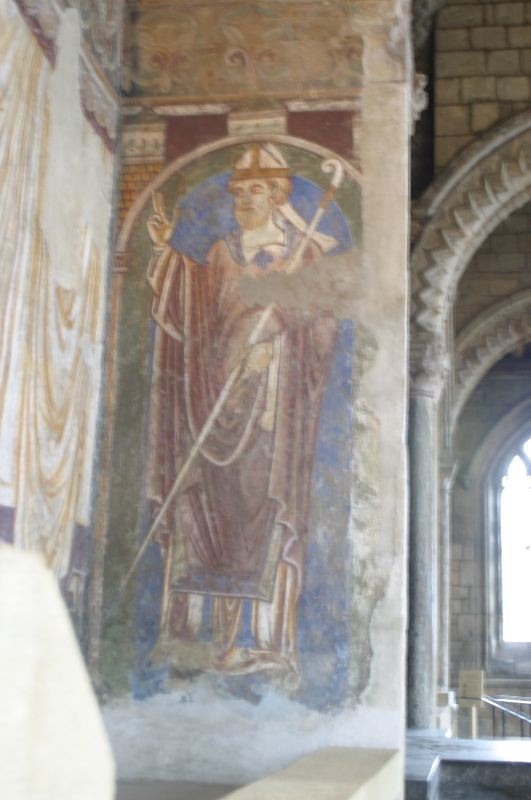
Pintura al fresc de Cuthbert de Lindisfarne a la catedral de Durham.

Guthred (també escrit Guthfrith), fou rei de la Northúmbria conquerida pels vikings, anomenada Jòrvik, del 883 al 895.
Segons Simeó de Durham, Guthred era un viking que havia arribat feia temps a aquestes terres i després de capturar-lo l'havien venut com a esclau a una vídua. Quan va morir Halfdan Ragnarsson el 883 es va convocar una reunió a York per escollir un altre rei. Llavors sant Cuthbert es va aparèixer a l'abat Eadred del monestir de Carlisle i li va parlar tot dient: «Ves a l'exèrcit dels danesos i anuncia'ls que hi vas com a missatger meu; pregunta on pots trobar un jove anomenat Guthred, fill de Hardacnut,que van vendre a una vídua. Havent-lo trobat i pagat a la vídua el preu del seu alliberament, porteu-lo davant tot l'exèrcit; i la meva voluntat i el que em plaurà és que sigui escollit i nomenat rei a Oswiesdune, (el turó d'Oswin), per tant, poseu-li un braçalet al seu braç dret.»
No és clar si Guthred era cristià, però el fet que tingués relació amb la comunitat de sant Cuthbert, que va ser una força influent en l'antiga Bernícia, i que va créixer apartat de l'exemple de Halfdan Ragnarsson, fa pensar que podria ser així. Guthred va fer donació de terres a aquesta comunitat de monjos, les situades entre el riu Tyne i el riu Wear, que temps enrere havien pertangut al monestir de Wearmouth-Jarrow i que eren el principal recurs de l'Església de Durham. Guthred va permetre a l'abat Eadred que adquirís per l'Església altres terres situades a la desembocadura del riu Tees.
Simeó també narra que Guthred va haver d'enfrontar-se a una gran invasió d'escocesos, als quals va derrotar invocant l'ajut de sant Cuthbert.
El cronista del segle x, Æthelweard, va escriure en la secció de l'any 895:«Mor Guthfrith. rei dels northumbris, el dia de l'apòstol sant Bartolomeu [24 d'agost]; el seu cos és sepultat a la ciutat de York en l'església principal.»